# Lista de países do Oriente Médio por geografia e economia
Os países do Oriente Médio:
| País                   | Área urbana   | População  | PIB (2019) / bilhões USD | IDH   | Expectativa de vida |
| ---------------------- | ------------- | ---------- | ------------------------ | ----- | ------------------- |
| Arábia Saudita         | 2 149 500 km² | 33 500 000 | 748,4                    | 0,857 | 72,8 anos           |
| Bahrein                | 694 km²       | 1 442 659  | 32,89                    | 0,838 | 75,6 anos           |
| Catar                  | 11 000 km²    | 1 903 447  | 203,2                    | 0,848 | 75,6 anos           |
| Chipre                 | 9 251 km²     | 1 141 166  | 21,91                    | 0,873 | 79,0 anos           |
| Egito                  | 1 001 449 km² | 92 798 900 | 272,0                    | 0,700 | 71,3 anos           |
| Emirados Árabes Unidos | 83 600 km²    | 9 599 353  | 402,3                    | 0,866 | 78,7 anos           |
| Geórgia                | 69 700 km²    | 3 718 200  | -                        | 0,786 | -                   |
| Iraque                 | 438 317 km²   | 38 146 025 | 229,3                    | 0,689 | 59,1 anos           |
| Irão                   | 1 648 196 km² | 87 024 725 | 368,9                    | 0,797 | 71,0 anos           |
| Israel                 | 22 145 km²    | 9 069 960  | 290,6                    | 0,906 | 80,7 anos           |
| Iêmen                  | 527 968 km²   | 27 584 213 | 35,95                    | 0,463 | 62,7 anos           |
| Jordânia               | 89 342 km²    | 9 833 636  | 33,68                    | 0,723 | 72,5 anos           |
| Kuwait                 | 17 818 km²    | 4 348 395  | 175,8                    | 0,808 | 77,6 anos           |
| Líbano                 | 10 400 km²    | 6 184 701  | 44,36                    | 0,730 | 72,0 anos           |
| Omã                    | 309 500 km²   | 4 424 762  | 79,66                    | 0,834 | 75,6 anos           |
| Síria                  | 185 180 km²   | 17 951 639 | 107,6                    | 0,549 | 74,1 anos           |
| Turquia                | 783 562 km²   | 75 627 384 | 822,1                    | 0,806 | 71,8 anos           |